# Kaibokan
Con il termine Kaibokan vennero designate, nella Marina imperiale giapponese, quelle navi destinate alla difesa costiera.
Il termine apparve nell'ambito della marina del sol levante alla fine del XIX secolo e indicava tutte quelle unità che, non più adatte al servizio di prima linea, venivano destinate a compiti meno impegnativi, la difesa costiera appunto.

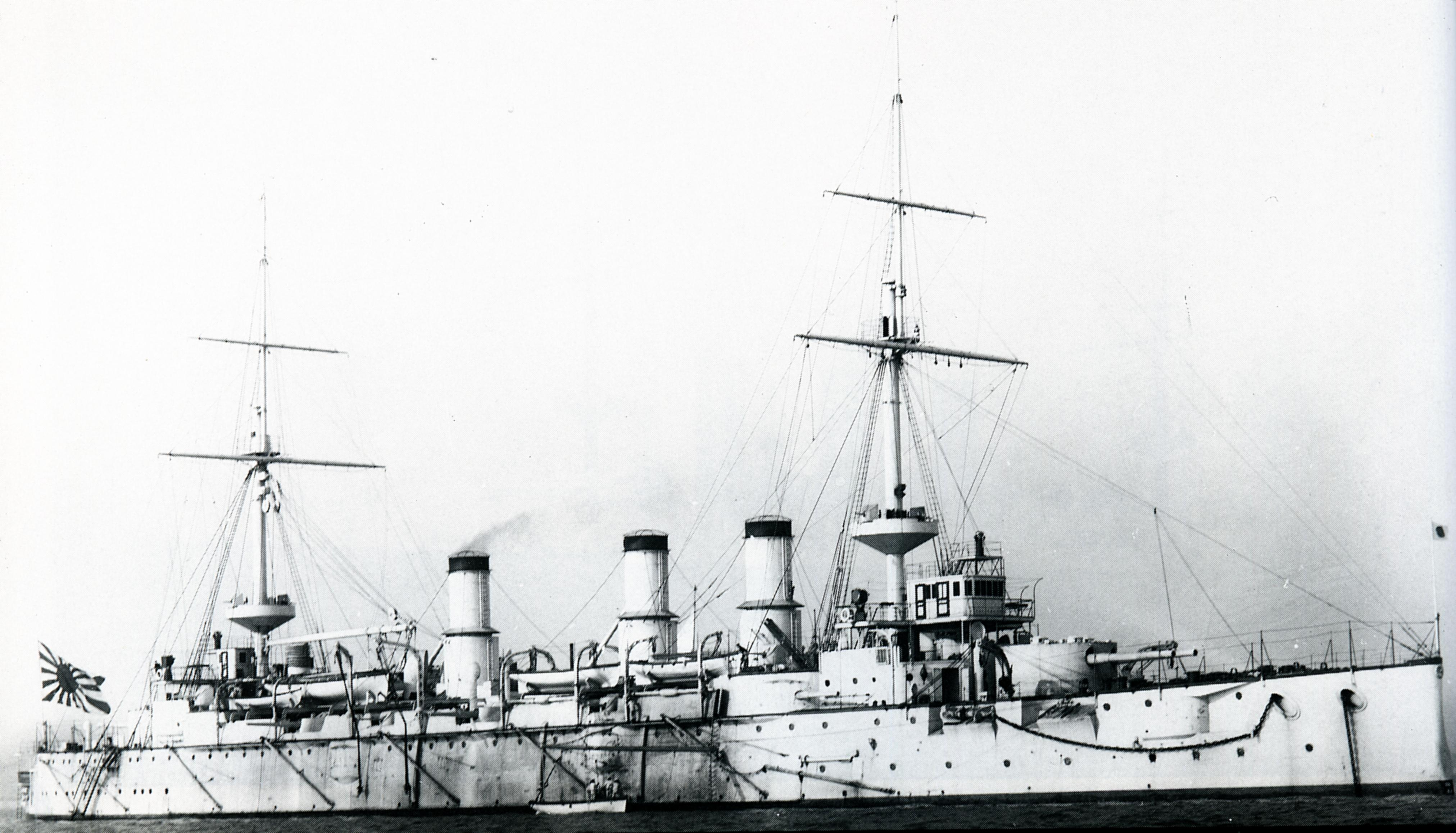
L'incrociatore corazzato Azuma che, dal 1921, venne inquadrato fra le Kaibokan

Durante i primi anni del XX secolo passarono così ad ingrossare le file delle Kaibokan dapprima fregate e corvette e poi, dopo il primo conflitto mondiale, incrociatori corazzati, incrociatori protetti e navi da battaglia ultimi esponenti dell'era delle navi policalibre.
All'inizio degli anni Trenta si cominciò comunque a pensare di costruire delle navi appositamente concepite come Kaibokan sin dall'inizio. In effetti per espletare i compiti tipici delle navi di vigilanza costiera come il pattugliamento o la difesa della pesca delle unità specializzate sarebbero state sicuramente di minor costo di gestione rispetto, ad esempio, ad un vecchio incrociatore declassato.
Fu solo nel 1937, nell'ambito del cosiddetto "III Piano di Ricostruzione", che fu prevista la costruzione di quattro Kaibokan che divennero la classe Shumushu.
Con lo scoppio del secondo conflitto mondiale e la necessità per la marina giapponese di dotarsi di navi per la protezione del traffico, soprattutto in funzione antisommergibili, le Kaibokan passarono dal ruolo principale della difesa costiera a quello di navi scorta e le Shumushu fecero di fatto da prototipo per una serie di classi che vennero previste in numerose unità.
A partire dal 1943 entrarono così in servizio le seguenti classi:
- Classe “A” - Tipo Etorofu previste 14 completate 14
- Classe “B” - Tipo Mikura previste 8 completate 8
- Classe “B” - Tipo Ukuru previste 63 completate 29
- Classe “C” - Tipo 1 previste 132 completate 56
- Classe “D” - Tipo 2 previste 143 completate 67

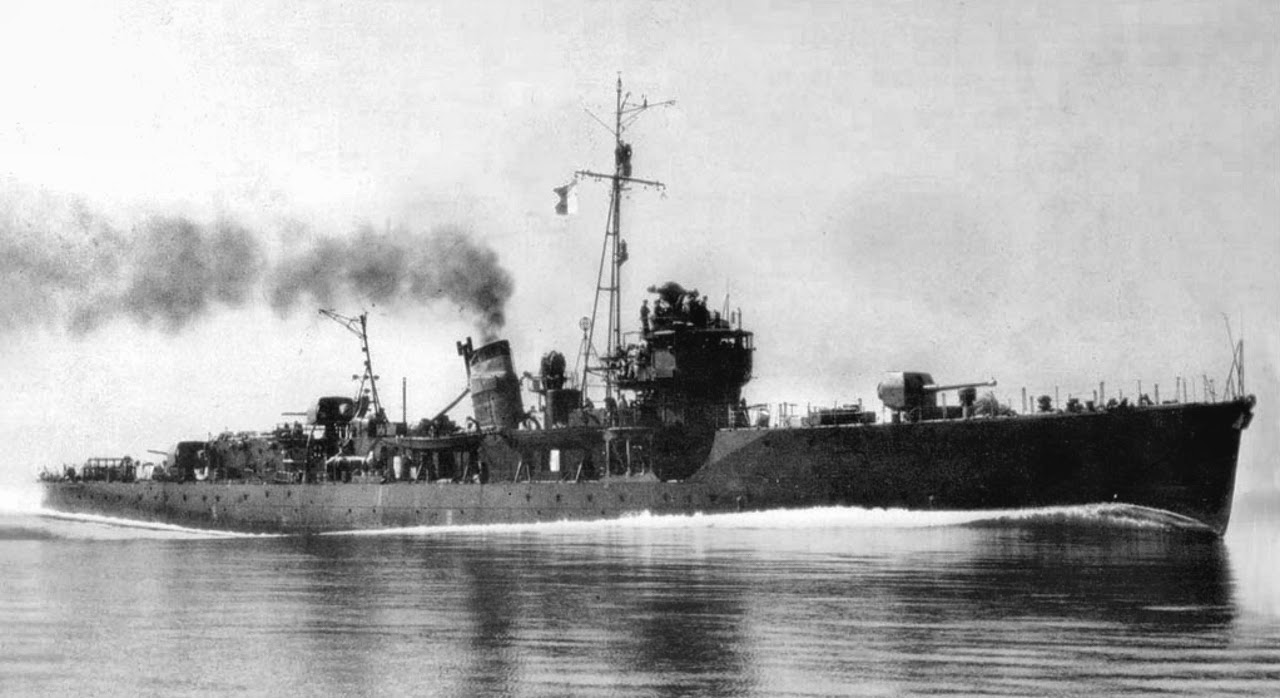
La Shumushu prima Kaibokan costruita come tale

L'evoluzione delle Kaibokan dall'iniziale ruolo di difesa costiera a quello di unità di scorta tout court avvenne secondo due direttrici principali la prima fu quella di modificare l'armamento sbarcando le attrezzature per il dragaggio e potenziando la componente antiaerea e quella antisommergibili, la seconda fu quella di semplificare via via il progetto allo scopo di arrivare ad una vera e propria produzione di serie delle unità.
Il potenziamento dell'armamento antiaereo comportò l'imbarco di ulteriori complessi della mitragliera da 25 mm nelle versioni singola, binata e trinata arrivando ad averne, sulle unità in servizio nel 1944, sino ad undici canne. Inoltre, a partire dalla classe Mikura, i cannoni da 120 mm non appartennero più al tipo sbarcato da vecchi cacciatorpediniere bensì ad un modello più recente  dotato di maggiore elevazione e in grado quindi di essere utilizzato anche per il tiro antiaereo.
L'armamento antisommergibile venne potenziato imbarcando una maggiore dotazione di bombe di profondità, dallo standard di 18 bombe delle Shumushu, si arrivò alle 120 delle Mikura e delle classi successive. Venne anche imbarcato un mortaio terrestre da 80 mm con la velleità di farne un'arma analoga agli “hedgehog” o “squid”, armi antisommergibili, ma i risultati furono deludenti per la profonda inadeguatezza dell'arma come volume di fuoco e tipo di proiettile rispetto all'obiettivo.
Di pari passo al potenziamento dell'armamento venne sviluppata la componente elettronica. Vennero imbarcati i più recenti tipi di radar sviluppati dalla marina giapponese ma, soprattutto, vista la natura di navi scorta, fu la componente di scoperta antisommergibile che ricevette le maggiori cure con l'imbarco dei più recenti tipi di sonar a disposizione.
La semplificazione del progetto passò attraverso una revisione generale delle linee, soprattutto  dell'opera morta delle unità, allo scopo di adottare in massima parte lamiere a singola curvatura che rendevano più rapido il lavoro dei cantieri. La poppa, da arrotondata, assunse la classica forma a specchio, la prua dalla caratteristica forma ad 'S' delle Shumushu  e delle Etorofu, tipica delle unità da guerra giapponesi, assunse una forma diritta nelle classi successive. Tutti questi cambiamenti permisero di passare da  un numero di giornate lavorative  di 90.000 per la costruzione dello scafo delle Shumushu, a 70.000 per le Etorofu, a 57.000 per le Mikura, a 42.000 per le Ukuru sino alle 28.000 per le classi C e D.
Per le sovrastrutture la forma del fumaiolo da tonda divenne esagonale e la forma della plancia abbandonò le linee tonde delle Shumushu e della Etorofu. Per i tipi C e D si tornò ad usare la saldatura elettrica per lo scafo – dopo che dalla metà degli anni Trenta era stata abolita – ciò permise di ridurre ulteriormente i tempi di costruzione.